# 95
95（九十五、きゅうじゅうご、ここのそじあまりいつつ）は自然数、また整数において、94の次で96の前の数である。

## 性質
- 95 は合成数であり、正の約数は 1, 5, 19, 95 である。
  - 約数の和は120。
    - 約数の和が倍積完全数120になる4番目の数(最大)である。1つ前は87。
    - 約数の和が倍積完全数になる7番目の数である。1つ前は87、次は276。

  - 素数を除いて σ(n) − n が平方数になる11番目の数である。1つ前は90、次は119。ただしσは約数関数。(オンライン整数列大辞典の数列 A048699)
  - 約数の個数が3連続(93,94,95)で同じになる3番目の3連続の中で最大の数である。1つ前は87、次は143。
- 34番目の半素数である。1つ前は94、次は106。
  - 2桁では最大の半素数である。
- 1/95 = 0.0105263157894736842… (下線部は循環節で長さは18)
  - 逆数が循環小数になる数で循環節が18になる5番目の数である。1つ前は76、次は114。
- π(500) = 95 (ただしπ(x)は素数計数関数)
  - 500までの素数は95個ある。1つ前の400までは78、次の600までは109。(オンライン整数列大辞典の数列 A028505)
- √9000 に最も近い整数である。√9000 = 94.86832…。942 = 8836, 952 = 9025。
- 各位の和が14になる5番目の数である。1つ前は86、次は149。
- 95 = 53 − 52 − 5
  - n = 5 のときの n3 − n2 − n の値とみたとき1つ前は44、次は174。(オンライン整数列大辞典の数列 A152015)
- 95 = 5! − 52
  - n = 5 のときの n! − n2 の値とみたとき1つ前は8、次は684。(オンライン整数列大辞典の数列 A005008)
- 95 = 122 − 49
  - n = 12 のときの n2 − 49 の値とみたとき1つ前は72、次は120。(オンライン整数列大辞典の数列 A098848)

## その他 95 に関連すること
- 1月1日から数えて95日目は4月5日、閏年の場合は4月4日。
- 原子番号 95 の元素はアメリシウム (Am)。
- 土星は地球の約95倍の質量を持つ。
- 統計学では信頼係数として95%が使われる場合が多い。
- クルアーンにおける第95番目のスーラは無花果である。
- 第95代ローマ教皇はハドリアヌス1世（在位：772年～795年）である。
- 第95代天皇は花園天皇である。
- 95か条の論題 - マルティン・ルターが発表した文書。
- 九五式折畳舟 - 大日本帝国陸軍の舟艇。
- ドグマ95 - デンマークの映画運動。
- Windows 95 - マイクロソフトが1995年に発売したオペレーティングシステム。
- キヤ95系 - JR東海が保有する、「ドクター東海」と言われている軌道検測車。
- 日本の第95代内閣総理大臣は野田佳彦である。
- 95 (小説) - 早見和真の小説、及びこれを原作としたテレビドラマ。